# Нафтовий провулок (Житомир)
Нафтовий провулок — провулок в Корольовському районі міста Житомир. 

## Розташування
Розташований у завокзальній частині міста. Бере початок від Новогоголівської вулиці. Завершується глухим кутом. 

## Історія
Станом на початок ХХ століття місцевості за місцем розташування майбутнього проїзду притаманна заболоченість.
Провулок та його забудова формувалися на вільних від забудови землях між частково сформованими до початку Другої світової війни лініями забудови нинішніх Нобелівської вулиці та 1-го Завокзального провулка. Станом на 1968 рік провулок та його забудова сформовані.У 1958 році отримав назву Нафтовий проїзд. 